# GreenLight Laser-therapie
GreenLight Laser-therapie is een aanvulling op de minimaal invasieve technieken bij de behandeling van benigne prostaathyperplasie (BPH).

## Doel
Doel van de behandeling is bij (oudere) mannen een door BPH veroorzaakte obstructie (vernauwing van de plasbuis) van de urinestroom in de prostaat op te heffen.

## Therapie
De therapie is een minder voor de patiënt belastende ingreep dan een TURP en de uitvoering ervan is voorbehouden aan een uroloog. Deze behandeling houdt in dat door middel van een dunne, lichtgeleidende draad, die door middel van een cystoscoop wordt ingebracht in de plasbuis van de patiënt, een krachtige laserstraal wordt gericht op de delen van de prostaat die de normale doorstroming van urine belemmeren en door middel van vaporisatie deze delen van het weefsel, te verwijderen. 
Deze behandeling, die ongeveer een uur in beslag neemt, is voor de patiënt minder belastend dan de reguliere methode, doordat deze veel minder risico's op bijwerkingen oplevert en een korter ziekenhuisverblijf nodig is. De behandeling is een operatieve ingreep en vindt plaats onder verdoving in de operatiekamer van een ziekenhuis. Door de kleine werkschacht is er een veel kleinere kans op beschadigingen in de overige delen van de plasbuis. Het verblijf in het ziekenhuis is slechts nodig om te herstellen van de narcose.

## Werking
Voor de behandeling wordt gebruikgemaakt van GreenLight Laser PVP (Photoselective Vaporization of the Prostate). Het GreenLight-apparaat levert een pulserende, krachtige laserstraal, waardoor het weefsel verdampt en de bloedvaten dichtschroeien. De spoelvloeistof, die hierbij wordt gebruikt, bestaat uit een isotone zoutoplossing in steriel water, waardoor het TUR-syndroom wordt vermeden.

## Behandelcentra
In Nederland was het Reinier de Graaf Gasthuis in Delft het eerste behandelcentrum die deze therapie toe kon passen. Slechts een klein aantal ziekenhuizen en klinieken voert deze behandelmethode uit.